# Chilomycterus schoepfii
Chilomycterus schoepfii (nome comum: Baiacu-de-espinho) é uma espécie de peixe da família Diodontidae com o corpo de cor castanho claro e amarelo acastanhado. A maioria desses peixes também tem grandes manchas escuras acima e por trás das barbatanas peitorais e na base da nadadeira dorsal. Ele tem um corpo diferenciado dos outros peixes, pois seu corpo é revestido de espinhos que lhe servem de defesa: ele se incha como um balão para espantar predadores. Este peixe pode ser encontrado no norte do Maine e da Nova Escócia e pouco frequente na Carolina do Norte. Ocorre em toda a costa da Flórida e também no sul do Brasil, a maior concentração desses peixes é encontrada no Golfo do México.